# 马尼欧贝特河
马尼欧贝特河（法語：Aubette de Magny，法語發音：[obɛt də maɲi]，意即“马尼的欧贝特河”），或纯音译作欧贝特德马尼河，是法国法蘭西島大區瓦兹河谷省的河流，是埃普特河的左支流，长15.4千米，发源自尼库尔，于布赖和吕流入塞纳河。“马尼”后缀是为了与另一条欧贝特河（默朗欧贝特河）作区分。